# Jackie Mittoo
Donat Roy Mittoo (Brown's Town, 3 març de 1948 - Toronto, 16 de desembre de 1990), més conegut com a Jackie Mittoo, va ser un teclista jamaicà-canadenc, compositor musical. Va ser membre de The Skatalites i director musical del segell discogràfic Studio One.
En assabentar-se de la mort de Mittoo, Coxsone Dodd va afirmar: «va ser un ambaixador de la nostra música a tot el món, no en tinc cap dubte. Llegiu el llegat que aquest jove ha deixat enrere. Que es recordi el seu nom i que la seva música continuï».

## Biografia
Mittoo va néixer a Brown's Town, Saint Ann Parish, Jamaica, i va començar a tocar el piano quan tenia tres anys, sota la tutela de la seva àvia.
Als anys 1960 va ser membre de The Skatalites, The Sheiks, The Soul Brothers, The Soul Vendors i Sound Dimension. Les composicions de Mittoo en aquest període inclouen «Darker Shade of Black», «Feel Like Jumping» i «Baby Why». Va treballar amb Lloyd «Matador» Daley del 1968 al 1969.
El 1970, la seva cançó «Peanie Wallie» es va reelaborar en una cançó anomenada «Duppy Conqueror» i va ser gravada per The Wailers. La cançó de Mittoo «Wishbone» va ser un èxit comercial el 1971, fet que va comportar que actués al Canadà al llarg de la dècada de 1970. Mittoo va acompanyar a músics de reggae com Earth, Roots and Water, Esso Jaxxon (R. Zee Jackson), Carl Harvey, Lord Tanamo, Boyo Hammond, Carl Otway, The Sattalites, Jackie James i Jason Wilson. Mittoo va continuar enregistrant per a productors jamaicans, principalment amb Bunny Lee.
A meitat de la dècada de 1970 va emigrar a Toronto, Canadà. Allà va gravar tres àlbums, Wishbone (Summus), Reggae Magic (CTL) i Let's Put It All Together (CTL). També va crear el segell discogràfic Stine-Jac, a més de dirigir una botiga de discos.
Va coescriure «Armagideon Time» (més tard gravada per The Clash) amb Willi Williams el 1980. A la dècada de 1980 va treballar sovint amb Sugar Minott. El 1985 va viatjar a Ghana amb la banda britànica Musical Youth, i hi va gravar pistes que després sortirien a l'àlbum Jackie Mittoo in l'Africa. El 1989, es va incorporar breument a The Skatalites, però en va haver de marxar quan la seva salut va començar a deteriorar-se. El 1989 i el 1990 va enregistrar l'LP Wild Jockey per al segell Wackies, de Lloyd Barnes.
Mittoo va ser ingressat a un hospital el 12 de desembre de 1990 i va morir de càncer el 16 de desembre a l'edat de 42 anys. El seu funeral es va celebrar al National Arena de Kingston, el 2 de gener de 1991. Entre els assistents hi havia Hortense Ellis, Neville «Tinga» Stewart, Desmond «Desi Roots» Young, Ruddy Thomas, Tommy Cowan i Clement «Coxsone» Dodd. Es va celebrar un concert commemoratiu, amb actuacions de Vin Gordon, Leroy «Horsemouth» Wallace, Glen «Bagga» Fagan, Pablo Black, Robbie Lyn, Michael «Ibo» Cooper, Ken Boothe, Delroy Wilson, Carlene Davis i Tinga Stewart, entre d'altres.
La melodia de la cançó de 1966, «Free Soul» amb The Soul Brothers, s'interpreta a la cançó «Smile» (2006) de la cantant anglesa Lily Allen. El 2013, el grup Superchunk va fer referència a Mitoo en la cançó «Me & You & Jackie Mittoo» de l'àlbum I Hate Music.

## Discografia

### Àlbums
- Jackie Mittoo in London (Coxsone, 1967)
- Evening Time (Coxsone, 1968) – amb The Soul Vendors
- Keep on Dancing (Coxsone, 1969)
- Jackie Mittoo Now (Studio One, 1970)
- Macka Fat (Studio One, 1970)
- Wishbone (Summus, 1971)
- Reggae Magic (Studio One, 1972)
- Let's Put It All Together (United Artists #LA442-G, 1975)
- Showcase (Studio One, 1976)
- Hot Blood (Third World, 1977)
- Show Case Volume 3 (Abraham, 1977)
- In Cold Blood (Third World, 1978)
- The Keyboard King (Third World, 1978)
- Anthology of Reggae Collectors Series, Vol. 4 (United Artists #LA804-H, 1978)
- The Money Makers (A Jackie Mittoo Music Production, 1979)
- Stepping Tiger (Rite Sound Inc., 1979)
- Wild Jockey (Wackies, 1989)

### Recopilatoris
- The Original (Third World, 1978)
- Moving Away (Live And Love, 1979) – amb Jah Stitch
- Plays Hits From Studio One And More (Rhino, 1991) – amb Winston Wright
- Love And Harmony (Rhino, 1994) – amb Jah Stitch
- Tribute To Jackie Mittoo (Heartbeat, 1995)
- Keyboard Legend (Sonic Sounds, 1995)
- Jackie Mittoo in Africa (Quartz, 1997)
- Showcase: Striker Lee (Culture Press, 1997)
- The Keyboard King At Studio One (Soul Jazz Records, 2000)
- Drum Song (Attack, 2003)
- Last Train To Skaville (Soul Jazz Records, 2003) – amb The Soul Brothers
- Champion In The Arena 1976–1977 (Blood and Fire, 2003
- Jackie Mittoo Featuring Winston Wright At King Tubbys (Attack, 2004) – amb Winston Wright
- Jah Rock Style (Grooving with the Keyboard King 1976–1978) (Trojan Records, 2005)
- Jackie Mittoo Rides On (Jamaican Recordings, 2008)